# Artur da Silva Bernardes
Pour les articles homonymes, voir Bernardes.
Artur da Silva Bernardes (Viçosa, 8 août 1875 - Rio de Janeiro, 23 mars 1955) est un homme d'État brésilien, président de la république des États-Unis du Brésil de novembre 1922 à novembre 1926.